# Capellen
Cet article concerne une localité du Luxembourg. Pour le canton du même nom, voir Canton de Capellen.
Pour les articles homonymes, voir Kapellen.
Capellen  est une section de la commune luxembourgeoise de Mamer située dans le canton de Capellen, ainsi que le chef-lieu de ce canton.

## Histoire
Lors de la division du territoire du Grand-Duché de Luxembourg en cantons, la petite localité de Capellen devient chef-lieu de canton, alors qu’elle n’est pas une commune. Cette décision résulte d’une proposition de la « Commission des notables » qui met fin aux querelles des communes de Mamer et de Koerich, toutes deux candidates à cet honneur.

## Démographie
La localité compte environ 1 831 habitants en 2020. Elle connaît un véritable boom de construction, de sorte que la population s’accroît de 327 habitants en 1947 à 1 333 en 2002.

## Transports et communications
La gare ferroviaire se trouve sur la ligne 5 reliant Luxembourg à Kleinbettingen (frontière belge).

## Curiosités
Capellen possède un Musée international d'effets de la gendarmerie et de la police, ainsi que des vestiges gallo-romains et le monument aux morts de la Seconde Guerre mondiale.
L'ancien premier ministre luxembourgeois (1995-2013), ancien président de l'Eurogroupe (2005-2013) et ancien président de la commission européenne, Jean-Claude Juncker, réside à Capellen.
L'Agence OTAN de soutien et d'acquisition (ou NSPA, littéralement NATO Support and Procurement Agency) y a son siège.

## Photos

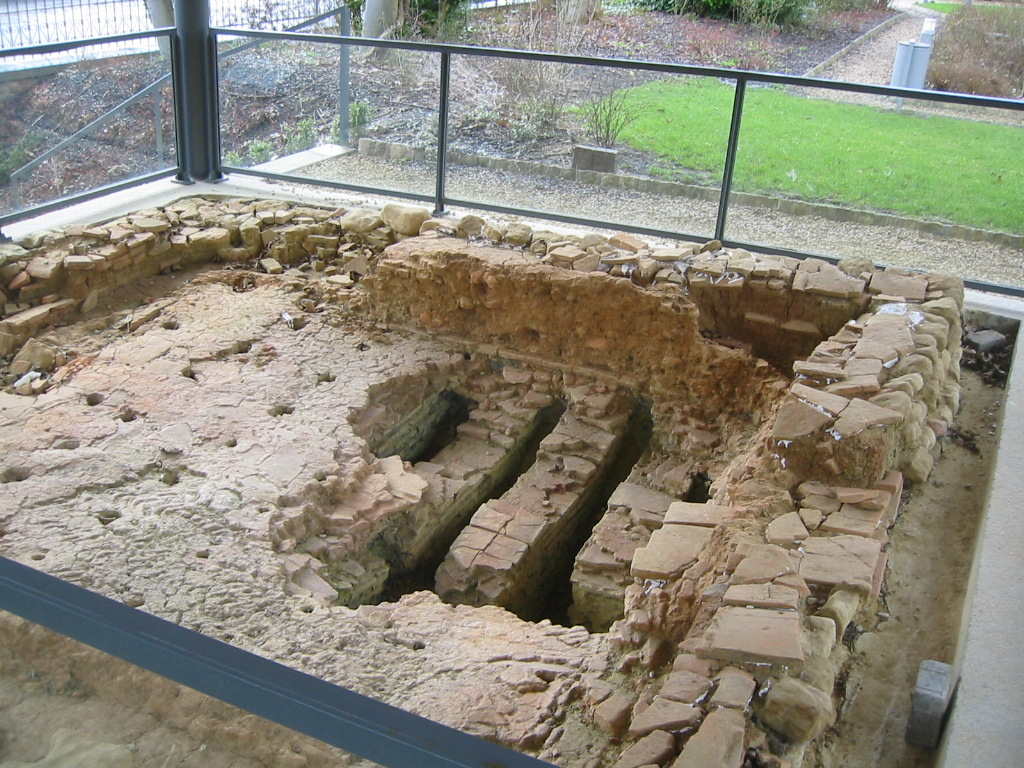
Le four à tuile de l'époque romaine aujourd'hui dans le parc de la maison Risch
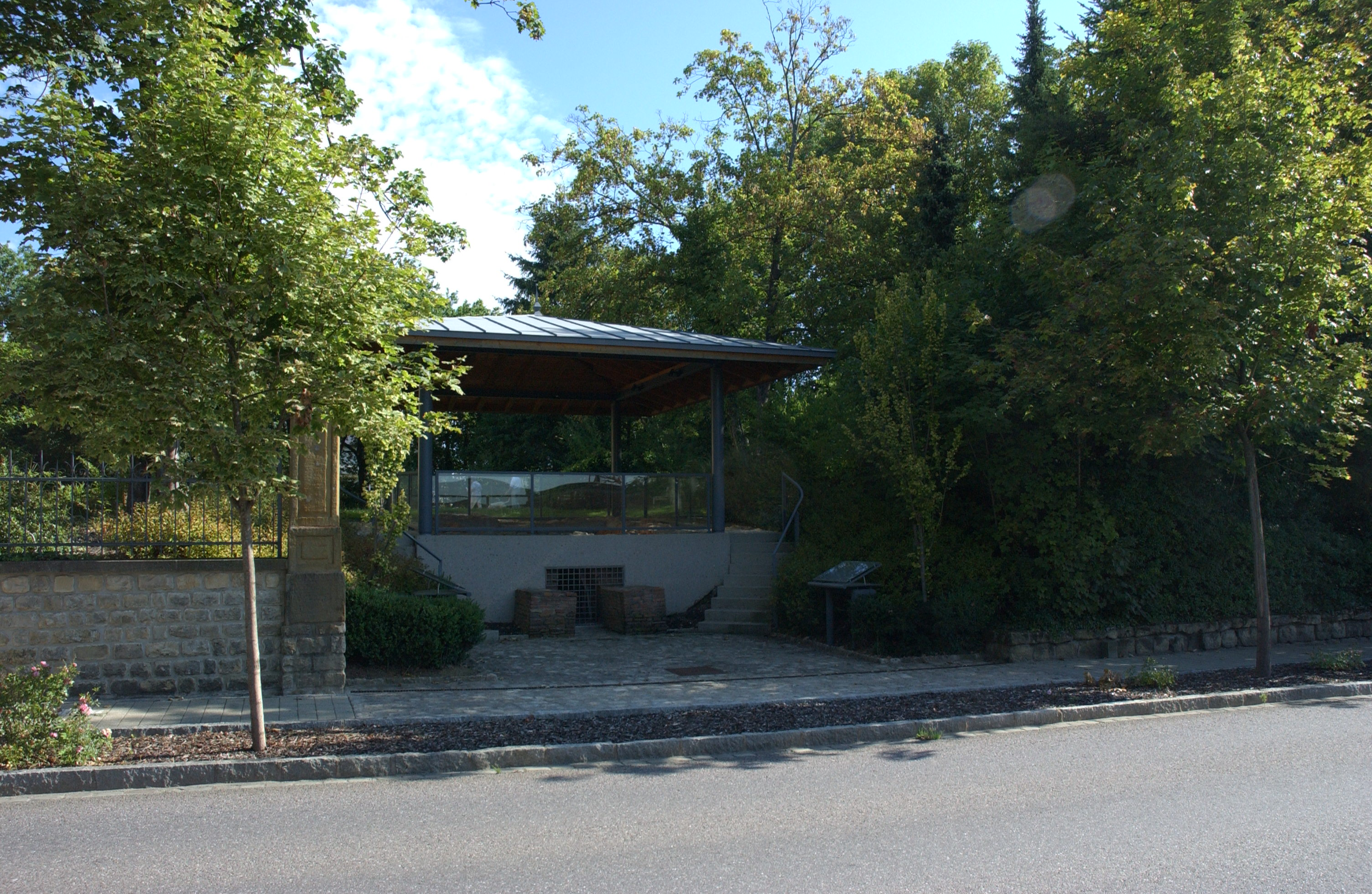
Le four romain
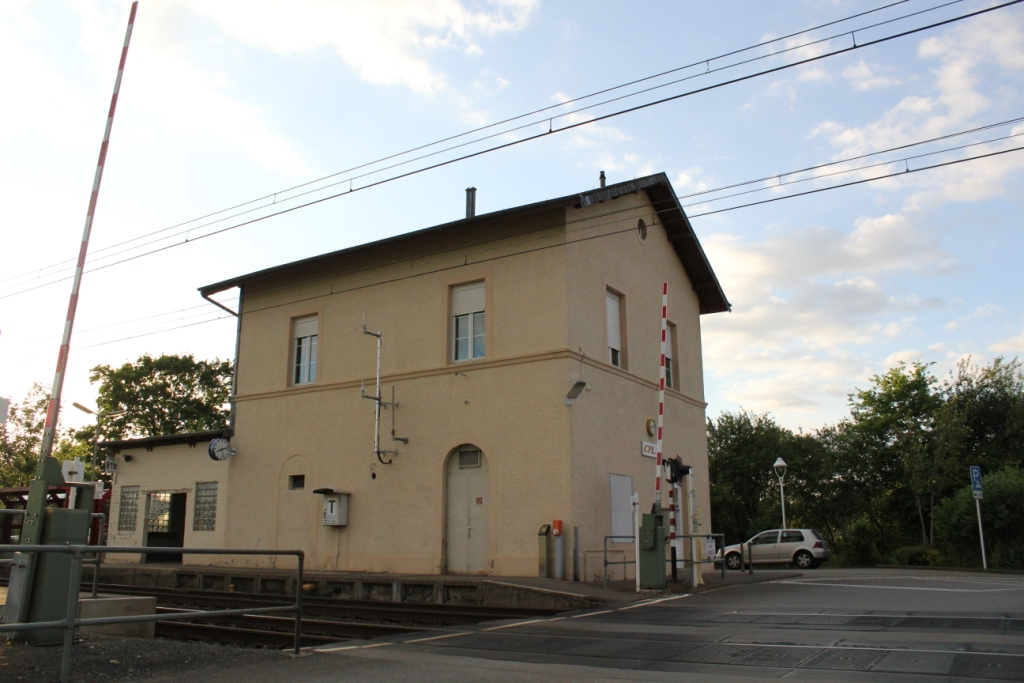
La gare
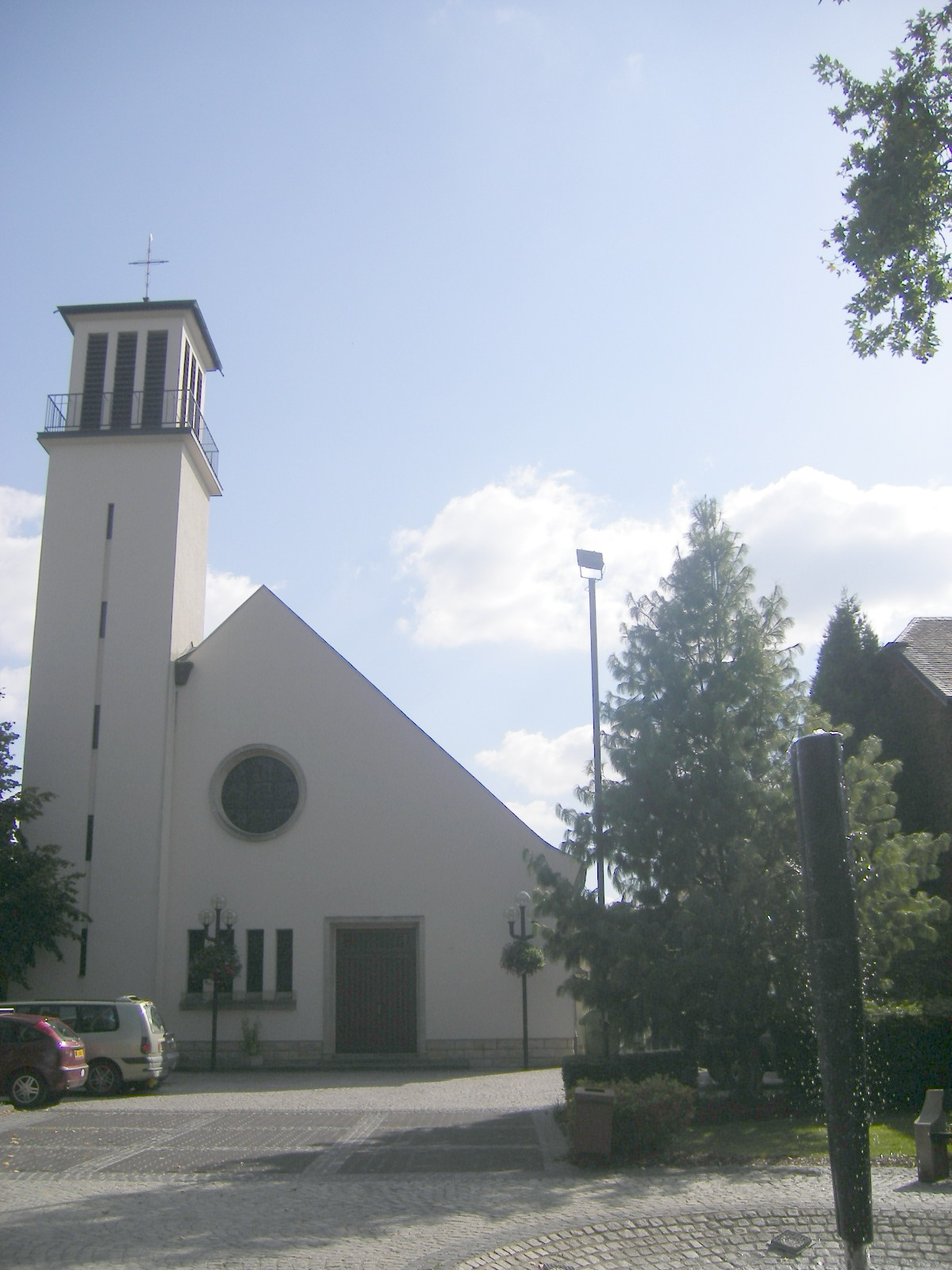
L’église de la Sainte-Vierge-Marie, Salut de Notre Peuple